# 마블 시네마틱 유니버스의 영화 목록
마블 시네마틱 유니버스 (Marvel Cinematic Universe, MCU)는 마블 코믹스의 출판물에서 등장하는 캐릭터를 원작으로 마블 스튜디오에서 제작하는 슈퍼히어로 영화 시리즈이다. 마블 시네마틱 유니버스에 속하는 영화는 전부 같은 세계관을 공유하고 있다. 2007년부터 제작되기 시작한 마블 시네마틱 유니버스 시리즈는 2019년 7월 현재 총 23편의 영화가 개봉되었고, 앞으로 14편의 작품이 계획되어 있다. 한편으로 마블 시네마틱 유니버스는 2008년부터 2021년까지 합계 총 수익이 전세계 박스오피스 기준으로 225억 달러에 달하는 수익을 올려, 역사상 가장 많은 수익을 기록한 영화 시리즈로 등극해 있다.
MCU 시리즈의 모든 영화는 케빈 페이지가 프로듀서를 맡았으며, 그 밖에도 아비 아라드 (아이언맨, 인크레더블 헐크), 게일 앤 허드 (인크레더블 헐크), 에이미 파스칼 (스파이더맨 시리즈), 스티븐 브로사드 (앤트맨과 와스프), 스칼렛 요한슨 (블랙 위도우)가 시리즈 프로듀서로 참여한 바 있다. 각 영화에는 수많은 감독들이 참여하였으며, 주연배우 역시 대거로 계약, 일종의 앙상블 캐스트 방식으로 출연하였다. 특히 로버트 다우니 주니어, 크리스 에반스, 크리스 헴즈워스, 마크 러팔로, 스칼렛 요한슨, 새뮤얼 L. 잭슨 등이 여러 작에 걸쳐 출연하였다.
마블 스튜디오는 MCU의 각 영화들을 서너 개의 큰 스토리라인으로 구분하고, 이를 '페이즈' (Phase)로 이름하였다. MCU의 첫작은 아이언맨 (2008)으로 파라마운트 픽쳐스가 배급하였다. 그 다음 작품인 인크레더블 헐크 (2008)은 유니버셜 픽쳐스에서 배급하였으며, 후속 작품인 아이언맨 2 (2010), 토르: 천둥의 신 (2011), 캡틴 아메리카: 퍼스트 어벤져 (2011)은 다시 파라마운트에서 배급을 맡았다. 이후로는 월트 디즈니 스튜디오에서 배급을 맡기 시작하였는데, 그 시작은 지난 개별 작품들을 크로스오버하는 성격의 어벤져스 (2012)였다. 여기까지의 여섯 작품은 페이즈 1로 구분되었다. 그 뒤로 아이언맨 3 (2013), 토르: 다크 월드 (2013), 캡틴 아메리카: 윈터 솔져 (2014), 가디언즈 오브 갤럭시 (2014), 어벤져스: 에이지 오브 울트론 (2015), 앤트맨 (2015)이 개봉하였고 이들 여섯 작품을 페이즈 2라 부른다.
페이즈 2를 잇는 첫번째 작품으로 캡틴 아메리카: 시빌 워 (2016)이 개봉했고, 그 뒤로 닥터 스트레인지 (2016), 가디언즈 오브 갤럭시 Vol. 2 (2017), 스파이더맨: 홈커밍 (2017), 토르: 라그나로크 (2017), 블랙 팬서 (2018), 어벤져스: 인피니티 워 (2018), 앤트맨과 와스프 (2018), 캡틴 마블 (2019), 그리고 어벤져스: 엔드게임 (2019), 스파이더맨: 파 프롬 홈 (2019)까지 열한 작품이 페이즈 3으로 명명되었다. 여기에 페이즈 1부터 페이즈 3까지의 모든 작품을 통틀어 '인피니티 사가' (The Infinity Saga)라는 별칭이 붙여졌다. 한편, MCU의 영화 중 스파이더맨 관련 영화들은 해당 캐릭터에 대한 소유, 판매, 창작권을 보유하고 있는 소니 픽쳐스에서 배급을 맡고 있다.
페이즈 4에는 블랙 위도우 (2021), 이터널스 (2021), 샹치 앤 레전드 오브 텐 링즈 (2021), 스파이더맨: 노 웨이 홈 (2021), 토르: 러브 앤 썬더 (2022), 닥터 스트레인지: 대혼돈의 멀티버스 (2022)까지 총 6편의 차기작이 들어갈 예정이다. 극장판 영화 외에도 스트리밍 서비스 디즈니 플러스에서 단독 제공되는 텔레비전 드라마 시리즈 여덟 편까지 아우른다. 이밖에도 블랙 팬서: 와칸다 포에버 (2022)와 더 마블스 (2022)를 비롯하여, 2022년 개봉작 한 편과 2023년 개봉작 네 편을 추가로 기획하고도 있다.

## 목록
2019년 <어벤져스: 엔드게임>이 개봉되자 제작진 측은 페이즈 1부터 페이즈 3까지의 시리즈를 '인피니티 사가' (The Infinity Saga)로 명명하였다.
| 인피니티 사가 | 마블 시네마틱 유니버스: 페이즈 1 | 마블 시네마틱 유니버스: 페이즈 2 | 마블 시네마틱 유니버스: 페이즈 3 |
| 멀티버스 사가 | 마블 시네마틱 유니버스: 페이즈 4 | 마블 시네마틱 유니버스: 페이즈 5 | 마블 시네마틱 유니버스: 페이즈 6 |
| ------------- | -------------------------------- | -------------------------------- | -------------------------------- |

## 타임라인
페이즈 1 당시만 해도 마블 스튜디오는 여러 작품을 연달아 내놓는 과정에서 작중 서로의 작품설정을 살짝 언급하는 정도로만 끝났을 뿐, 이때까지만 해도 어떤 공통 세계관의 타임라인에 관한 장기적인 계획을 세우지는 않았다. 첫 작품인 《아이언맨》의 작중 시점으로부터 6개월 후의 시점이 《아이언맨 2》의 무대였고, 그와 동시간대에 벌어진 사건들이 《토르》에서 소개된 것으로 닉 퓨리 국장의 말로 밝혀져 있다. 또 공식 코믹북인 닉 퓨리의 숨가뿐 일주일에서는 《인크레더블 헐크》, 《아이언맨》, 《토르》가 모두 일주일 내에 벌어진 사건들이며, 그로부터 일년 후의 시점이 첫번째 크로스오버 영화 《어벤져스》임이 밝혀졌다. 작가 크리스토퍼 요스트와 에릭 피어슨은 코믹북의 줄거리를 짤 때 영화 속 시간대 순서를 따르려 하였고, 케빈 페이지와 마블 스튜디오로부터 최종 타임라인에 대한 승인을 받았다고 밝혔다. 2012년 5월에는 마블 측에서 《어벤져스》 홍보의 일환으로 이 당시의 타임라인을 자세히 보여주는 공식 인포그래픽 자료가 배포되기도 했다.
| 연도(s) | 장편 영화                                                                         |
| --- | --------------------------------------------------------------------------------- |
| 1943–1945 | 퍼스트 어벤져                                                                     |
| 2010 | 아이언맨                                                                          |
| 2011 | 아이언맨 2, 토르                                                                  |
| 2012 | 어벤져스, 아이언맨 3                                                              |
| 2013 | 토르: 다크 월드                                                                   |
| 2014 | 캡틴 아메리카: 원터 솔져, 가디언즈 오브 더 갤럭시, 가디언즈 오브 더 갤럭시 Vol. 2 |
| 2015 | 어벤져스: 에이지 오브 울트론, 앤트맨                                              |
| 2016 | 캡틴 아메리카: 시빌 워                                                            |
| 2016–2017 | 닥터 스트레인지                                                                   |
| 2017 | 블랙 팬서, 토르: 라그나로크, 어벤져스: 인피니티 워                                |
| 비고: 인크레더블 헐크, 스파이더맨: 홈커밍, 앤트맨과 와스프는 마블 스튜디오: 10주년 소스북에서 논의되지만 이벤트는 타임라인에 포함되지 않는다. |                                                                                   |

## 같이 보기
- 마블 시네마틱 유니버스의 텔레비전 드라마 목록
- 마블 코믹스 원작의 영화 작품 목록
- 미디어 프랜차이즈 수익순 목록